# Паразитологија
Паразитологија је наука која изучава паразите и њихов паразитски живот. Назив је изведена од грчких речи para - поред (онај који седи уз некога) и sitos – храна...или онај ко се храни на туђи рачун. У том смислу паразитологија се бави проучавањем грађе паразита, економске штете која настаје деловањем паразита, начина и метода борбе против паразита и узајамних биолошких односа између паразита и домаћина. У зависности од тога где паразити живе паразитологија се дели на: медицинску, ветеринарску и пољопривредну паразитологију. Предмет изучавања медицинске паразитологије су све врсте паразита које изазивају обољења код људи, ветеринарске све врсте паразита које изазивају обољења код домаћих и дивљих животиња и пољопривредне све врсте паразита које изазивају болести биљака.

## Историјат
Људска еволуција и паразитске инфекције кроз историју човечанства (што је утврђено изучавањем хуманог генома и порекла људске расе), кретале су се „руку под руку”. Негде, пре око 150.000 година Homo sapiens, који се појавио у источној Африци, почео је све више да мигрира широм света, вероватно у више таласа, и до пре 15.000. године п. н. е. или на крају леденог доба настанио скоро целу Земљу, доносећи са собом и паразите, из своје прапостојбине или она прикупљање од других на том путу. Наслеђене особине паразита стекли смо од наших предака, примата у Африци, а паразите од животиња са којима смо долазили у контакт током наше еволуције, миграције и пољопривредне производње. Развој насеља и градова омогућио је пренос инфекције међу људима, а отварање трговачких путева резултовао је све већим ширењем паразитских инфекција. Трговина робљем, која је цветала три и по века (почев од око 1500 године), донела је нове паразите у Нови свет из Старог света.
У новије време, ширење вируса хумане имунодефицијенције ХИВ-а и АИДС-а и имуносупресија повезана са овим болестима, све више утиче на појаву једног броја нових опортунистичких паразитских инфекција широм света. То говори да се људска еволуција и паразитске инфекције и даље крећу „руку руку”.
Први писани подаци о инфекцијама изазваним паразитима потичу из „златног” периода египатске медицине од 3000. до 400. п. н. е., а посебно из Еберсовог папируса откривеног у Теби 1500. године. Много касније настали су детаљнији описи разних болести које су могле бити узроковане паразитима. Међу тим описима посебно се истичу они наведени у списима грчких лекара између 800. до 300. п. н. е., као што су сабрана дела Хипократа (Corpus Hippocratorum), али и они у списима лекара из других цивилизација, укључујући и оне који потичу из Кине од 3000. до 300. п. н. е, Индије од 2500. до 200. п. н. е, Рима од 700. п. н. е. до 400. нове ере, и Арапског царства из друге половине првог миленијума. Прецизнији описи настали у другој половини првог миленијума, откривени су у важним медицинским радовима арапских лекара, нарочито Разеса (850—923). и Авицене (980—1037), Они садрже велики број доста поузданих информација о болестима највероватније узрокованих паразитима.
Кроз вишевековну историју проучавањем, паразита бавиле су се многе дисциплине, примарно оне које спадају у зоологију. Многе развијене врсте паразита остале се готово непознате и неразумљиве све док није пронађен микроскоп, средином 17. века.
Како се паразити међусобно разликују (исто као и носиоци тих паразита), паразитологија се бавила проучавањем у зависности од врсте носиоца, па се може и закључити да су заправо проучаваоци одређене животињске или ботаничке врсте били паразитолози разних струка а не само „универзални” лекари. Такође одређени научници били су заинтересовани само за изучавање еволуције појединих врста, други за штете које оне изазивају итд. То је утицало да паразитологија кроз историју развије већи број грана.
Белгијски биолог и палеонтолог П.Ј. ван Бенеден (1809—1894) један је од пионира у области проучавања цревне паразитологије. Он је проучио животни циклус округлих глиста и велики број других група паразита. Експериментална паразитологија настала је половином 19. века, када су настала открића читавог низа паразита узрочника паразитарних обољења код људи, животиња и биљака.
Много година касније, доказано је да су мрави, муве, комарци и други зглавкари преносиоци неких од узрочника паразитарних заразних болести људи и животиња.

## Основни појмови

### Паразитизам
Један од многих облика узајамних односа међу живим бићима (животињама, људима и биљкама) је паразитизам. И паразитолозима је немогуће да прецизно дефинишу појам паразит и паразитизам, јер су начини како два организма воде неку врсту заједничког живота толико разноврсни да је тешко поставити границу где он почиње и где завршава. На то умногоме утиче еволуција живих бића због које су она подложна бројним променама, а код паразита та променљивост облика и способност прилагођавања разним условима живота посебно је изражена.
Од многобројних, најприкладнија и најадекватнија дефиниција паразитизма (зоопаразитизма) је:
Паразитизам је биолошка асоцијација у којој се једна врста одржава на другој живећи трајно или повремено на њеним члановима, или у њима искоришћавајући њихову животну енергију, реметећи њихове физиолошке процесе, али по правилу, не доводећи до њихове смрти.

### Паразит
Најприкладнија и најадекватнија дефиниција паразита (зоопаразита), животиња које живе на рачун друге врсте је:
Паразит је онај члан у пару међусобно повезаних врста које у свом одржању зависе од најмање једног гена друге врсте.
Основне карактеристике паразита
- Паразити врше специјалне утицаје на организме у којима паразитирају, јер у њима луче разне секрете и друге материје (пљувачка, екскрети, различити токсини, ферменти итд).
- Паразити (зоопаразити) су животиње које живе на рачун индивидуа друге врсте, животињске, људске или биљне
- Биолошки и еколошки уско су везани за врсту у којој паразитирају на дужи или краћи период свог животног циклуса.
- Паразити се хране телесним соковима, ткивима или свареном храном свог домаћина коју је он припремио за сопствену исхрану.
- Специфично својство паразита је да за своју исхрану користе домаћина вишекратно и на дужи временски период и за разлику од грабљивица (предатора), који свој плен нападају и уништавају одмах, организми нападнуте паразитима, свог домаћина, „уништавају” у спрези паразит-домаћин, након краће или дуже „борбе” која се може штетно завршити по једног или другог партнера.

Паразит у ширем и ужем смислу
- Паразити у ширем смислу - су сви микроорганизми који живе на рачун човека (сви патогени микроорганизми).
- Паразити у ужем смислу - су једноћелијски еукариотски микроорганизми и вишећелијски еукариоти који живе и/или су метаболички зависни од вишег организма (домаћина).

## Области које проучава паразитологија
Паразитологија се бави проучавањем:
- Биолошких узајамних односа између паразита и њихових домаћина
- Штете коју паразити причињавају домаћину
- Начина и метода борбе против паразита

## Подела паразитологије

### Према домаћину
Према томе да ли паразити паразитирају на човеку, животињи или биљу, паразитологија се дели на:
Општу паразитологију
Општом паразитологијом се бави биологија, екологија и еволуција.
Медицинску паразитологију
Предмет изучавања медицинске паразитологије су све врсте паразита које изазивају обољења код људи. Ова област се бави и проналажењем ефикасних мера за борбу против паразита, за њихово сузбијање и спречавање њихове појаве и ширења, код људи.
Ветеринарску паразитологију
Предмет изучавања ветеринарске паразитологије су све врсте паразита које изазивају обољења домаћих и дивљих животиња. Ова област се бави и проналажењем ефикасних мера за борбу против паразита, за њихово сузбијање и спречавање њихове појаве и ширења, код домаћих и дивљих животиња.
Пољопривредну паразитологију
Предмет изучавања пољопривредне паразитологије су све врсте паразита које изазивају обољења код биљака. Ова област се бави и проналажењем ефикасних мера за борбу против паразита, за њихово сузбијање и спречавање њихове појаве и ширења, код биљака.

### Према природи паразита
Према природи паразита, паразитологија се у ширем смислу дели на фитопаразитологију и зоопаразитологију. У свакодневној наставној пракси уобичајено је да се зоопаразитологија као наставни предмет назива паразитологија.
Фитопаразитологија
Ова област паразитологије проучава фитопаразите или паразите биљног порекла (бактерије, вируси, рикеције, гљивице).
Зоопаразитологија
Ова област паразитологије проучава зоопаразите или паразите животињског порекла (протозое, хелминти, артроподе). У оквиру зоопаразитологије развиле су се посебне научне гране:
- Хелминтологија - која проучава паразите, представнике типова Платхелминтес, Нематхелминтес и Акантоцефалес који спадају у заједничку групу Хелминтес (Helminthes) – паразитски црви (Вермес-Vermes).
- Протозоологија - која проучава паразитске протозое.
- Арахнологија - која проучава Арахноиде
- Ентомологија која проучава инсекте.

### Према области истраживања
Палеопаразитологија
Као посебна област паразитологије настала је палеопаразитологија, научна дисциплина, која се бави изучавањем историје паразитских инфекција на основу археолошких артефаката, и у њима сачуваним јајима цревних глиста или циста протозоа у копролитима (окамењеним или исушеним фекалнијама), или у природно или вештачки очуваним телима (мумијама...).

## Распрострањеност паразита у природи
Паразитизам је јако раширен у природи. Паразитски начин живота воде представници 20 различитих класа животињског света.
Паразитски начин живота много је заступљен код више од 300 досада описаних протозоа.
Међу хелминтима паразитизам је развијен код представника 13 класа. Највећи број врста паразита налази се међу трематодама и нематодама (око 3.000 у свакој класи), нешто мање међу цестодама (око 1.500), а најмањи код акантоцефала (око 400).
Међу животињама типа артропода највише паразита припада класи инсекта (више од 3.000 врста).
Свака врста животиња има мањи или већи број врста паразита. Тако је нпр. код коња установљено више од 200 врста паразита, док је код домаће кокошке установљено преко 30 врста протозоа, преко 100 хелмината и преко 70 врста артропода.
Човек је домаћин за већи број врста хелмината (пљоснатих и облих црва), протозоа и артропода.

## Систематика паразита
Према зоолошкој класификацији, као и на основу морфолошких и биолошких особина, сви паразити су разврстани у седам основних типова или кола. Сваки тип се затим дели на класе, класе се деле на редове, редови на фамилије, фамилије на родове, а родови на врсте. Све наведене групе се могу поделити на подгрупе, нпр. подфамилије, подродове, подврсте итд.
Од седам основних типова паразита у ветеринарској паразитологији проучавају
се представници следећих пет типова:
| Тип паразита                   | Слика | Опис |
| ------------------------------ | ----- | --- |
| Протозоа (Protozoa)            |       | Једноћелијске животиње са пет важнијих класа: Ризопода (Rhizopoda), Мастигофора (Mastigophora), Книдоспоридија (Cnidosporidia), Спорозоа (Sporozoa) и Цилијата (Ciliata). |
| Пљоснати црви (Plathelminthes) |       | Пљоснати црви са две класе: Трематода (Trematoda) и Цестода (Cestoidea) .                                                                                                 |
| Округли црви (Nemathelminthes) |       | Округли црви са класом Нематода (Nемаtoda). |
| Акантоцефале (Acanthocephales) |       | Црви са рилом са класом Акантоцефала (Acanthocephala). |
| Артропода (Arthropoda)         |       | Зглавкари са две класе: Арахноида (Arachnoidea) – пауколики или бескрилни зглавкари и Инсекта (Insecta)-кукци.                                                            |